# پل معلق

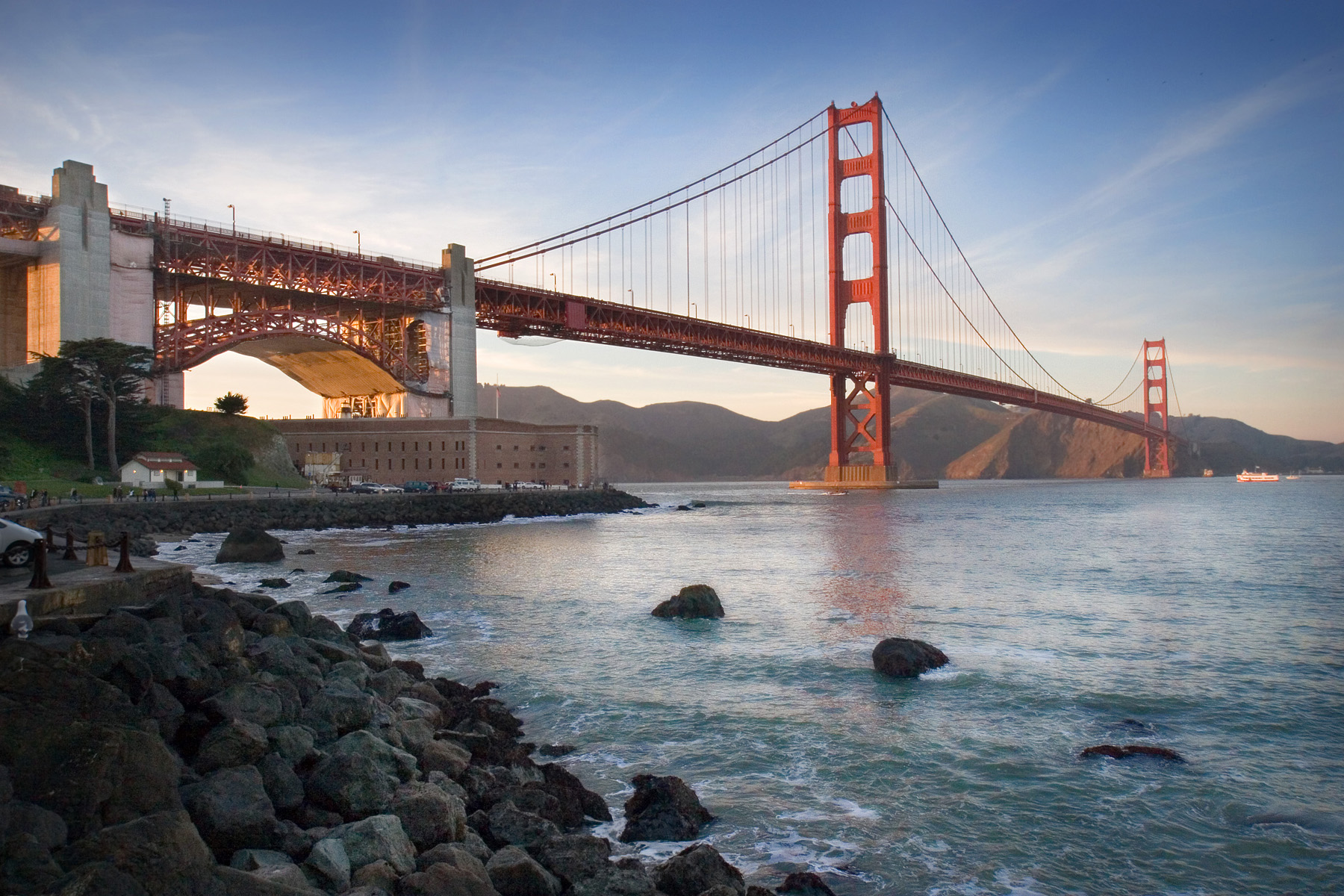
پل معلق گلدن گیت در سان‌فرانسیسکو

پل معلق، (به انگلیسی: Suspension bridge) پلی است که عرشهٔ آن از کابل‌های معلق آویزان شده باشد. تاریخ این نوع پل‌ها به اوایل قرن ۱۹ بازمی‌گردد.
این گونه پل‌ها دارای کابل‌های معلق میان برج‌ها، همراه با کابل‌های معلق عمودی هستند که وزن عرشه را تحمل می‌کنند. پل معلق را می‌توان همانند گویی در نظر گرفت که از یک نخ آویزان شده باشد، نخ مانع از افتادن گوی می‌شود؛ اما گوی به آسانی نوسان می‌کند. در پل‌های معلق نیز کابل‌ها وزن عرشه پل را تحمل می‌کنند اما پل بر اثر نیروی باد و حرکات ناگهانی وسایط نقلیه مانند مارپیچ رفتن و ترمزهای ناگهانی حساسیت نشان می‌دهد و شروع به حرکت می‌کند.
از مزیت‌های این گونه پل نسبت به دیگر پل‌ها می‌توان به دهانه‌های بسیار عریض آن اشاره کرد، به همین دلیل از پل‌های معلق را بر فراز آبراه‌های پررفت‌وآمد بنا می‌کنند.

## نگارخانه

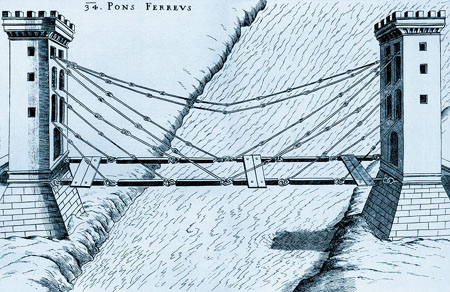
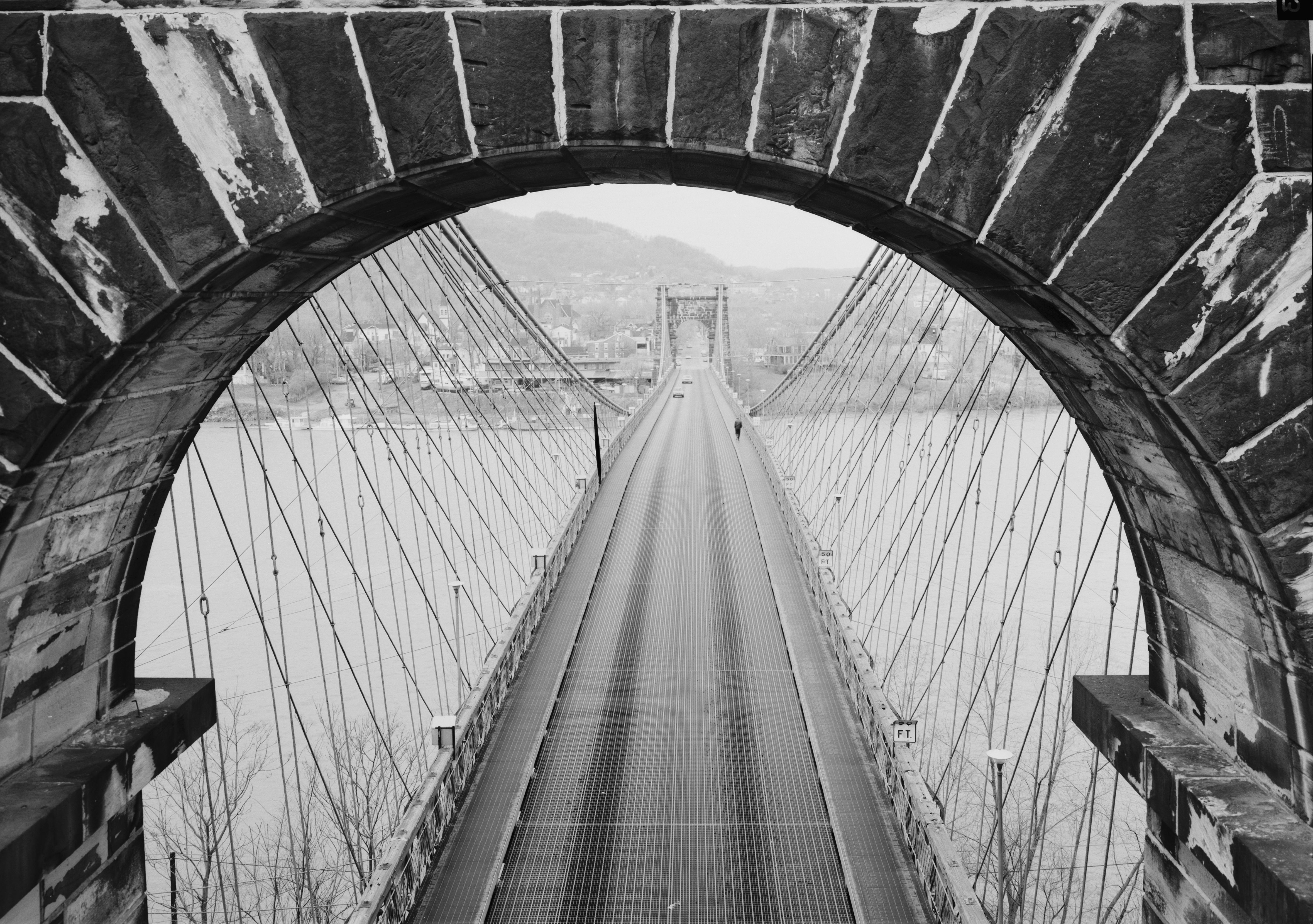
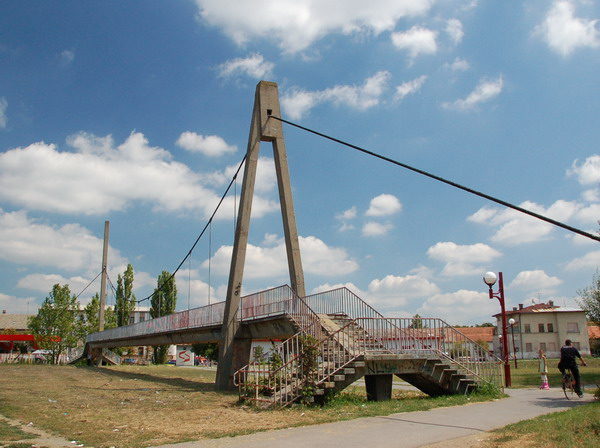
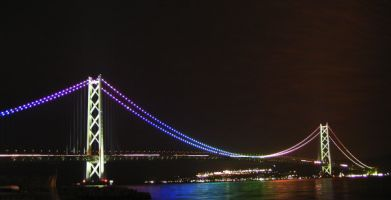
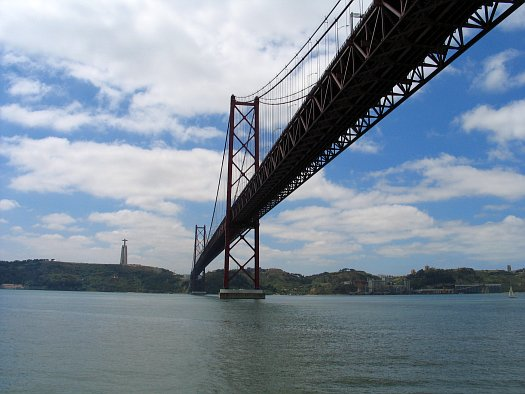
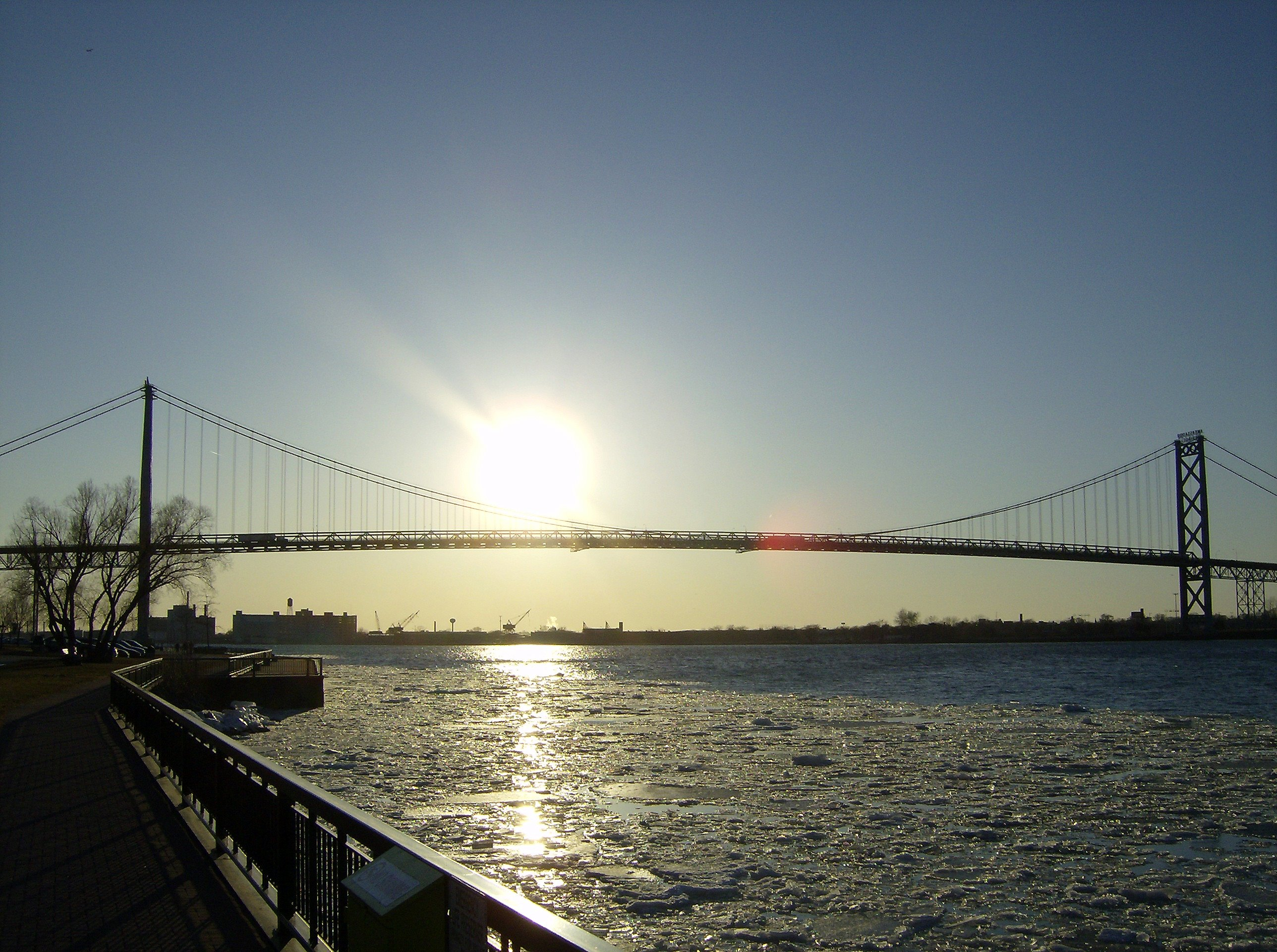
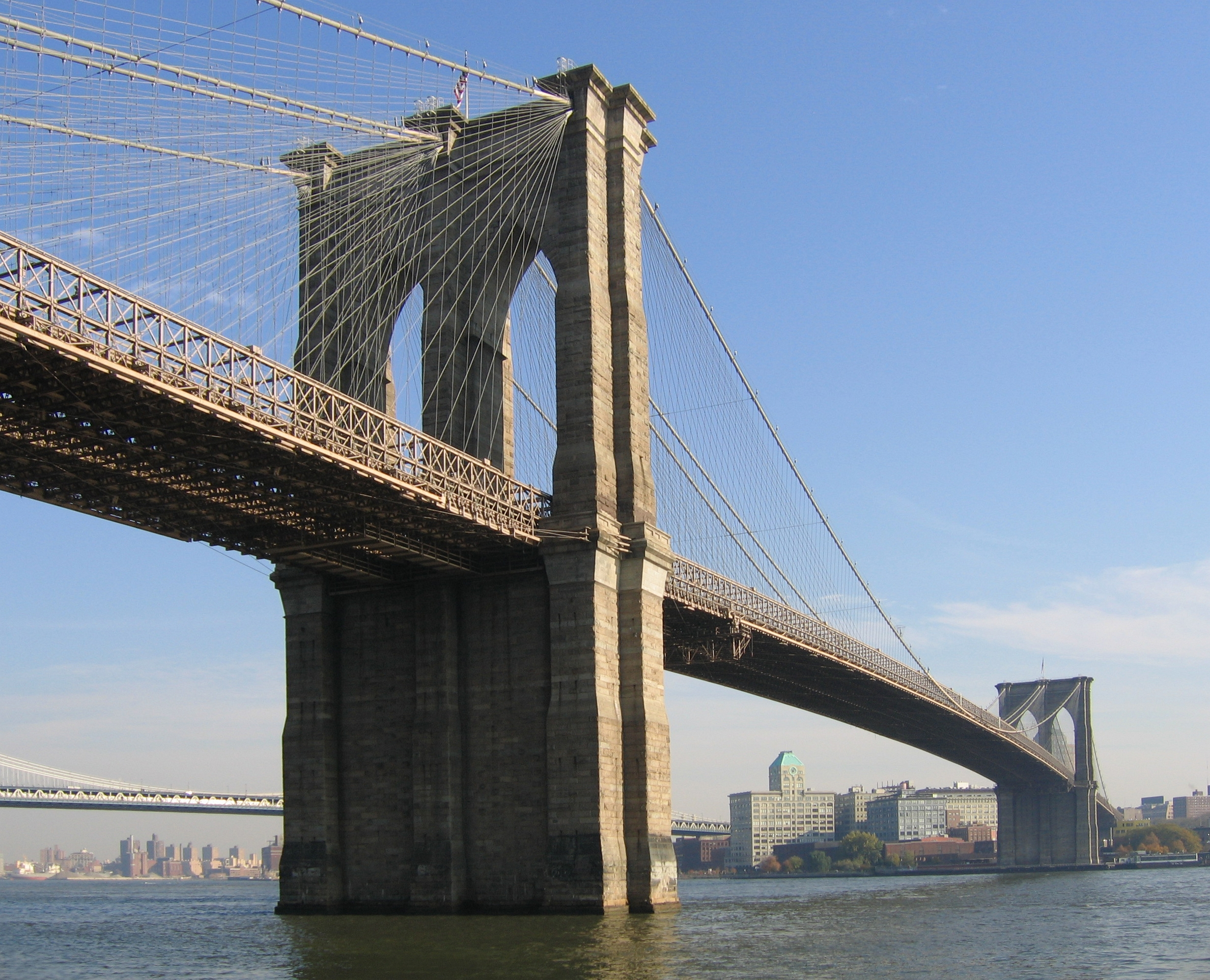
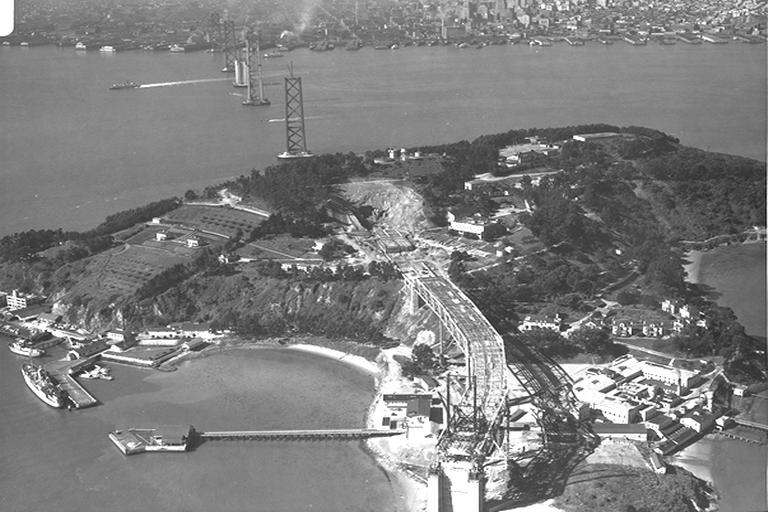
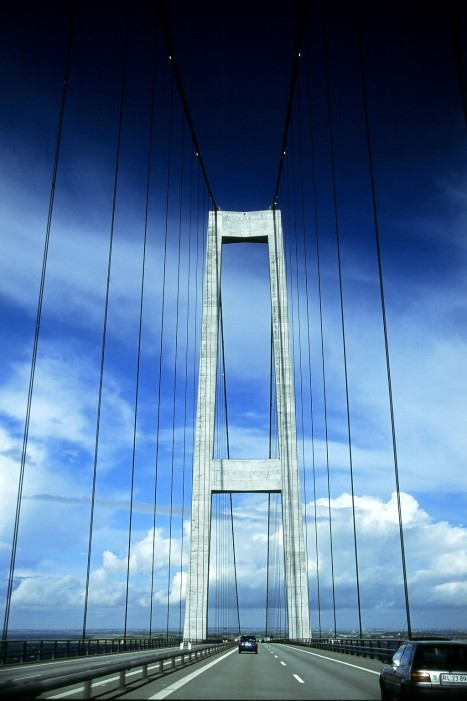
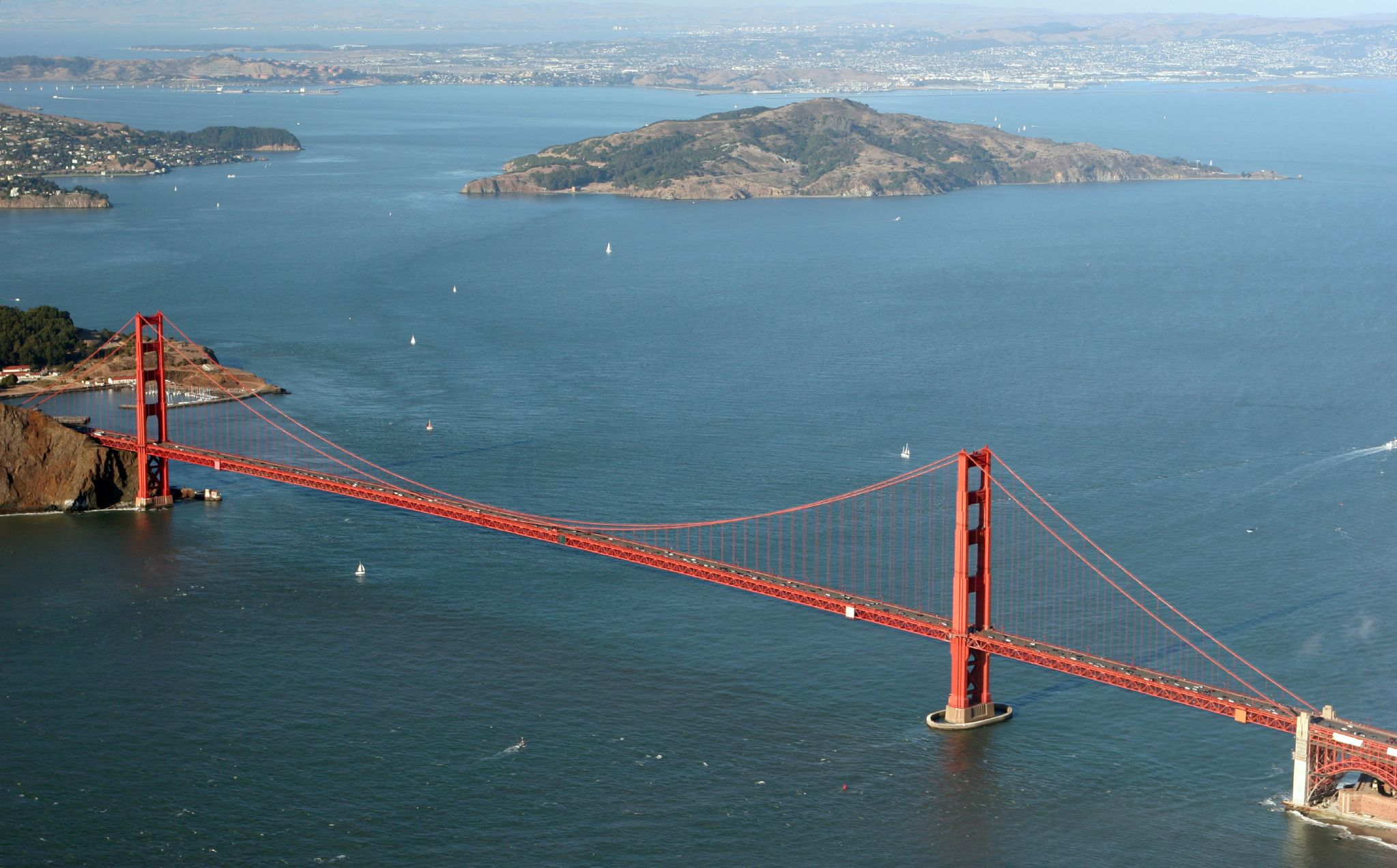
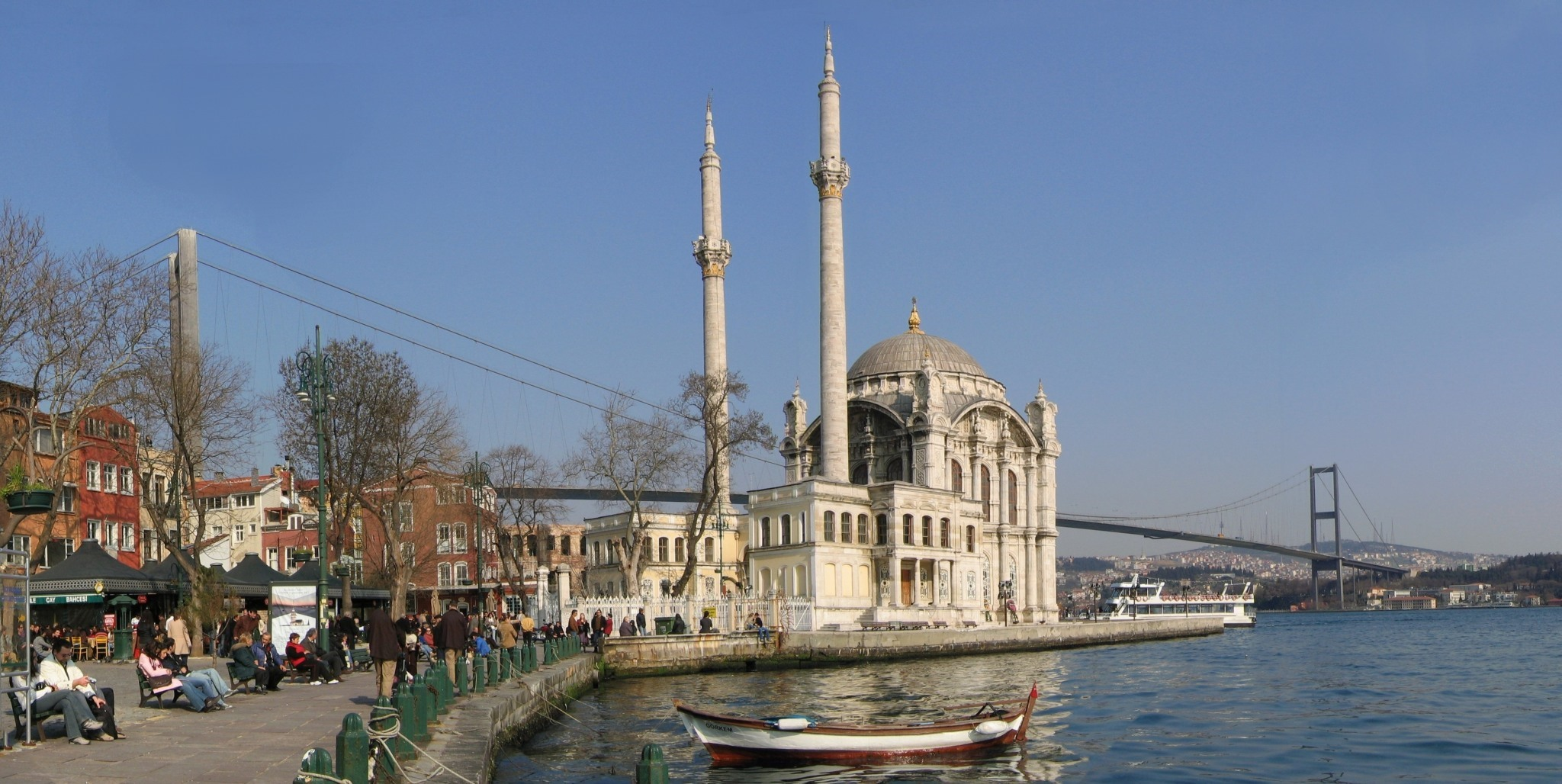
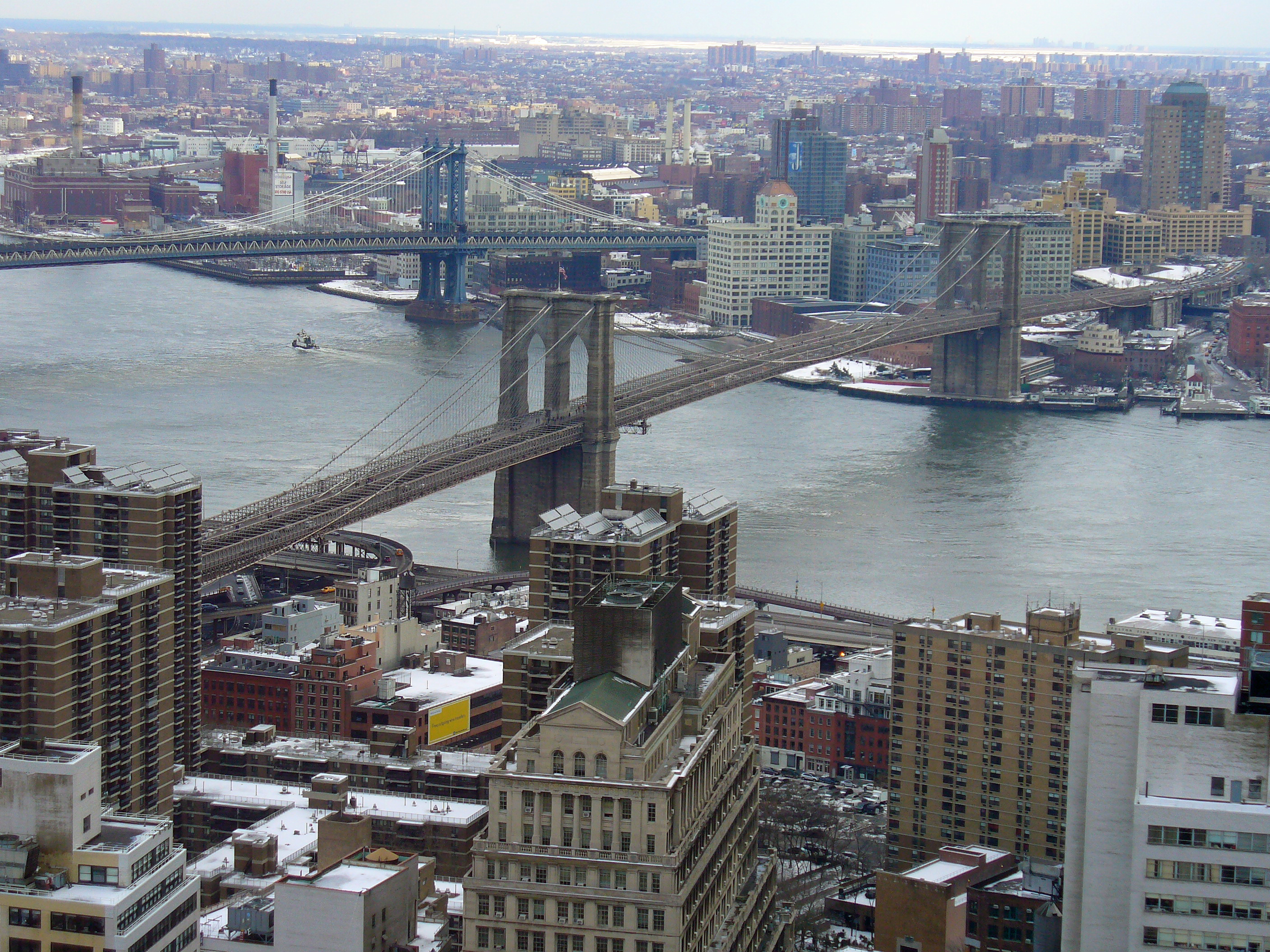
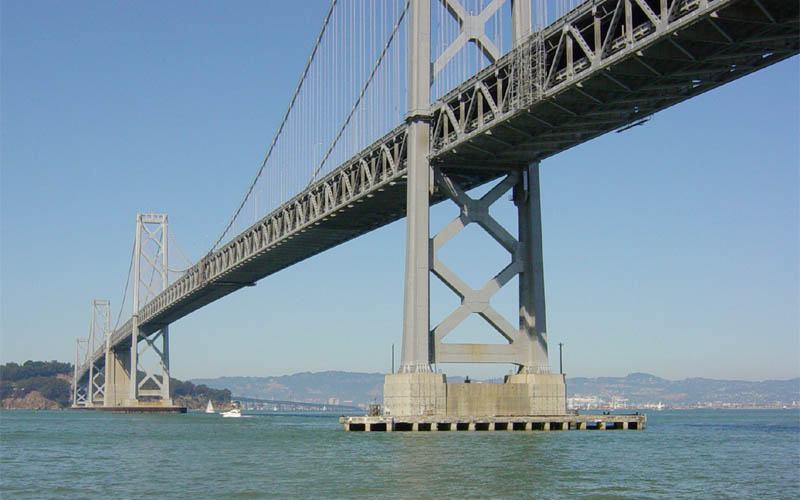
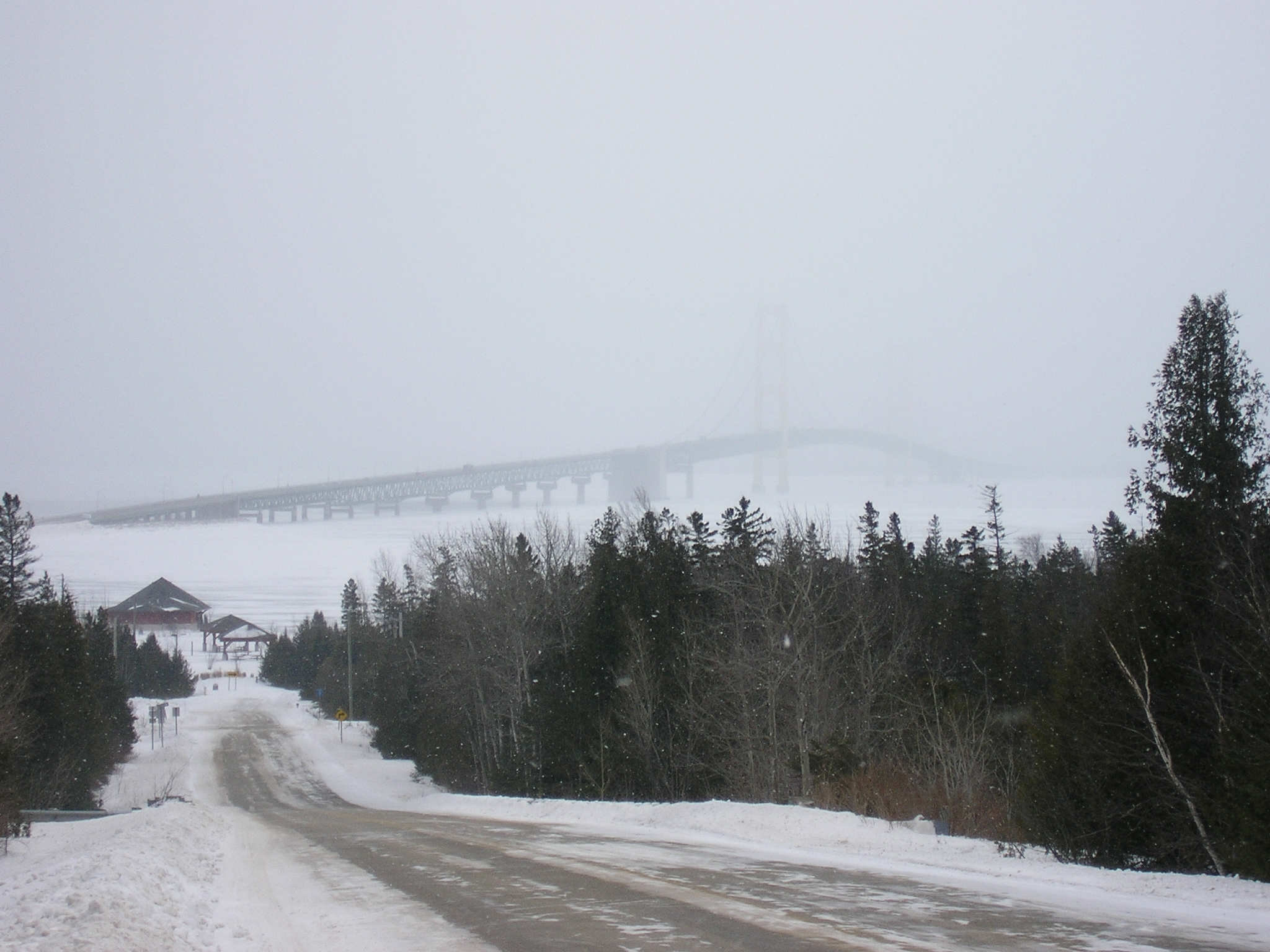
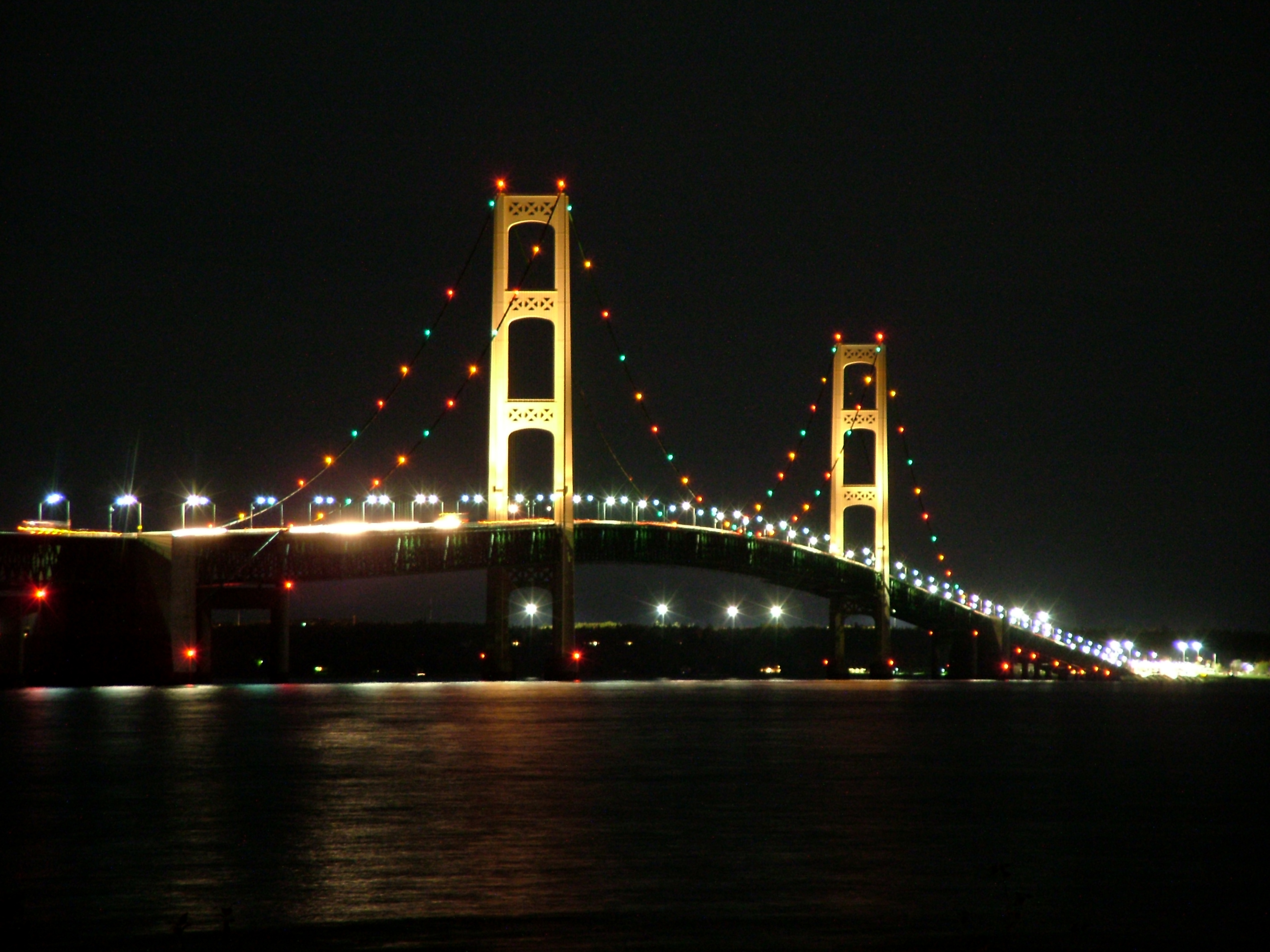
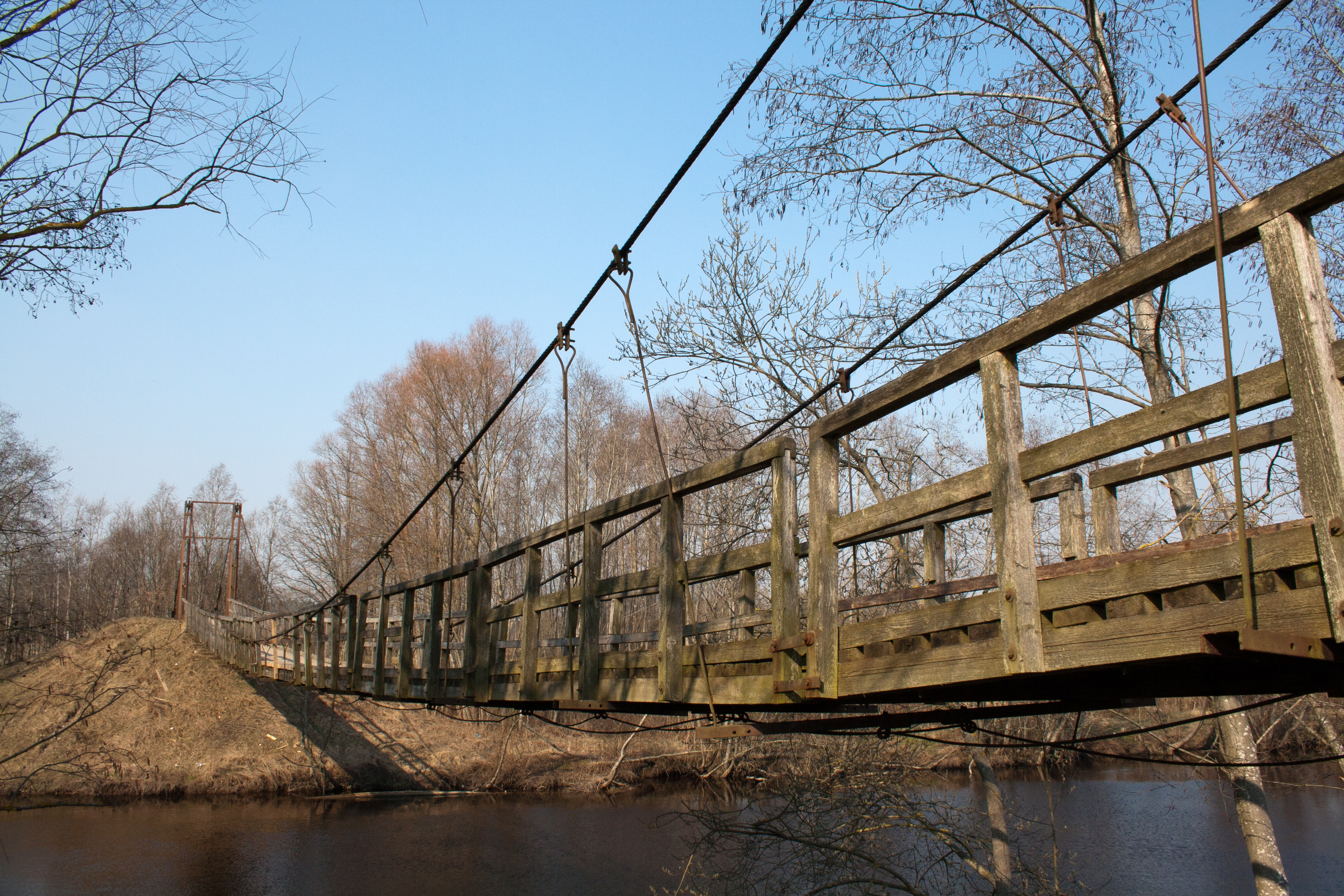
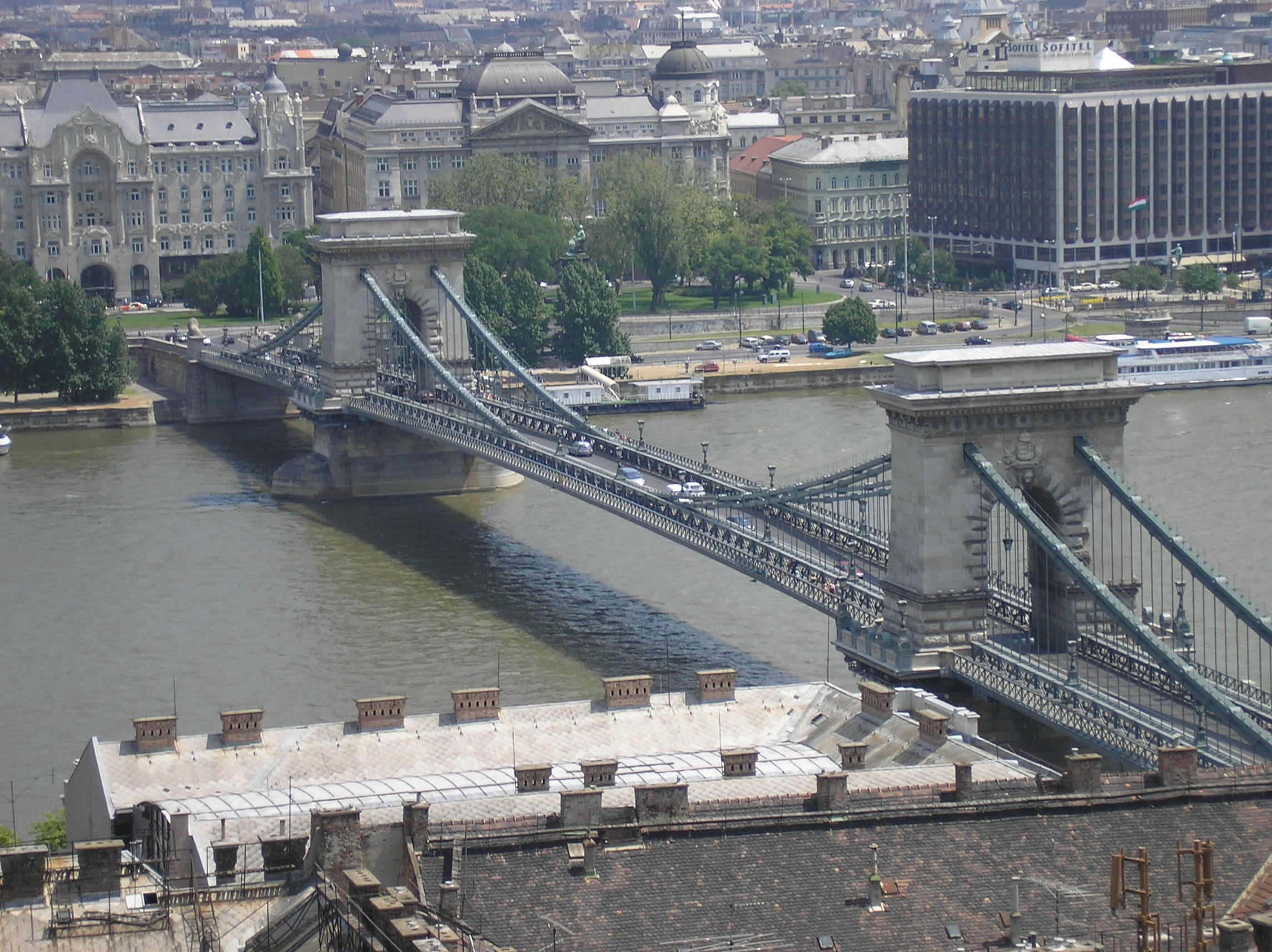
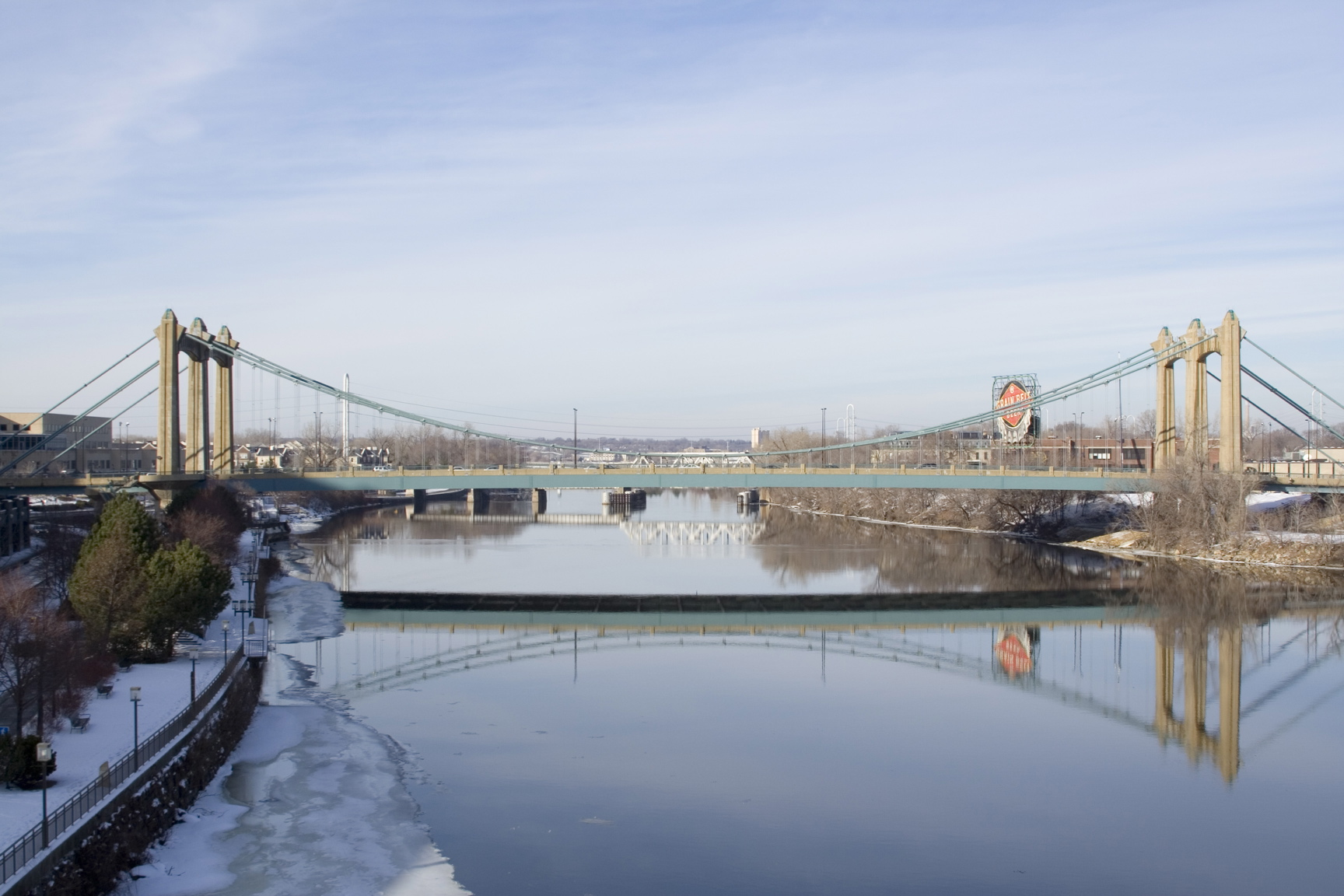
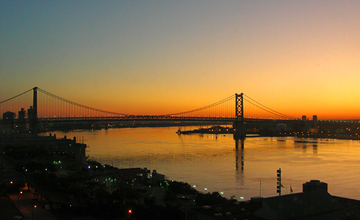
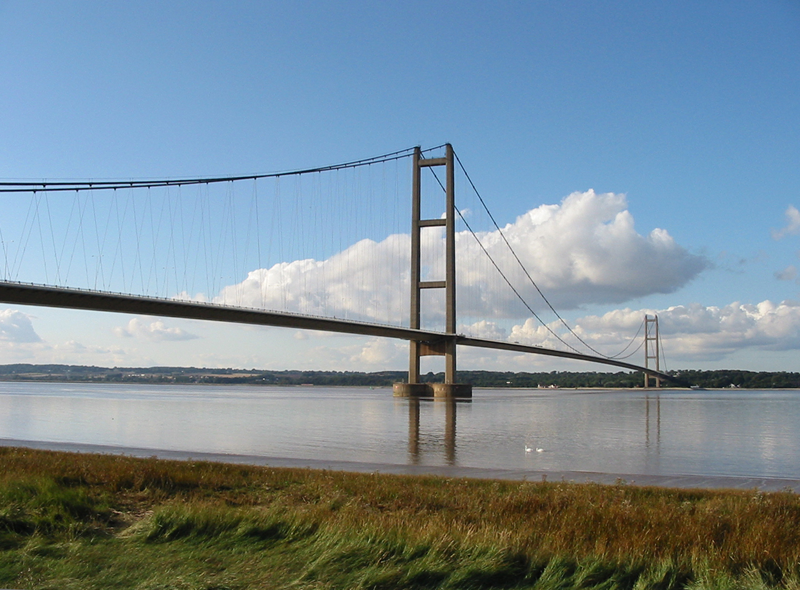
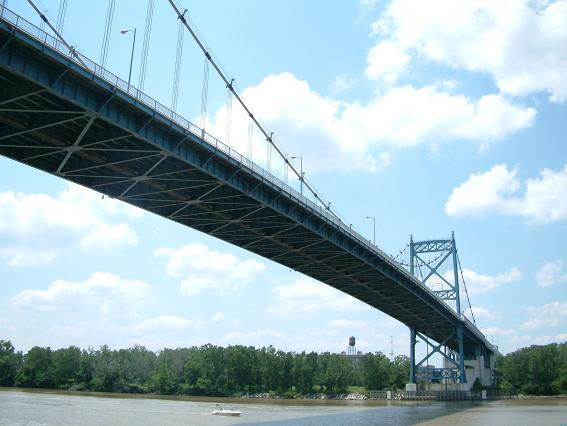
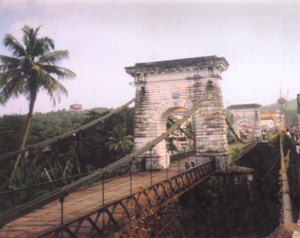
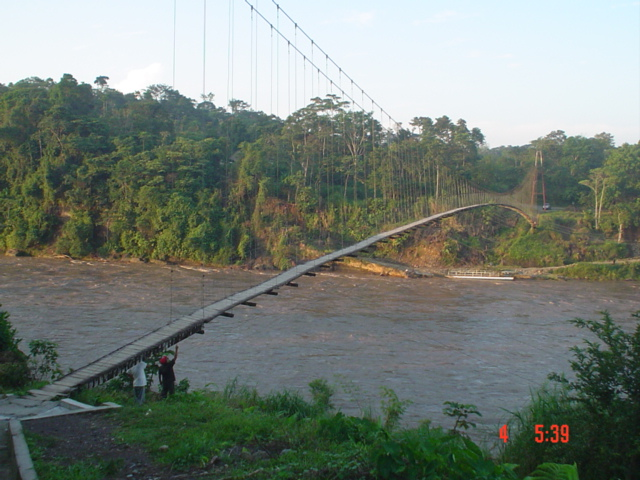
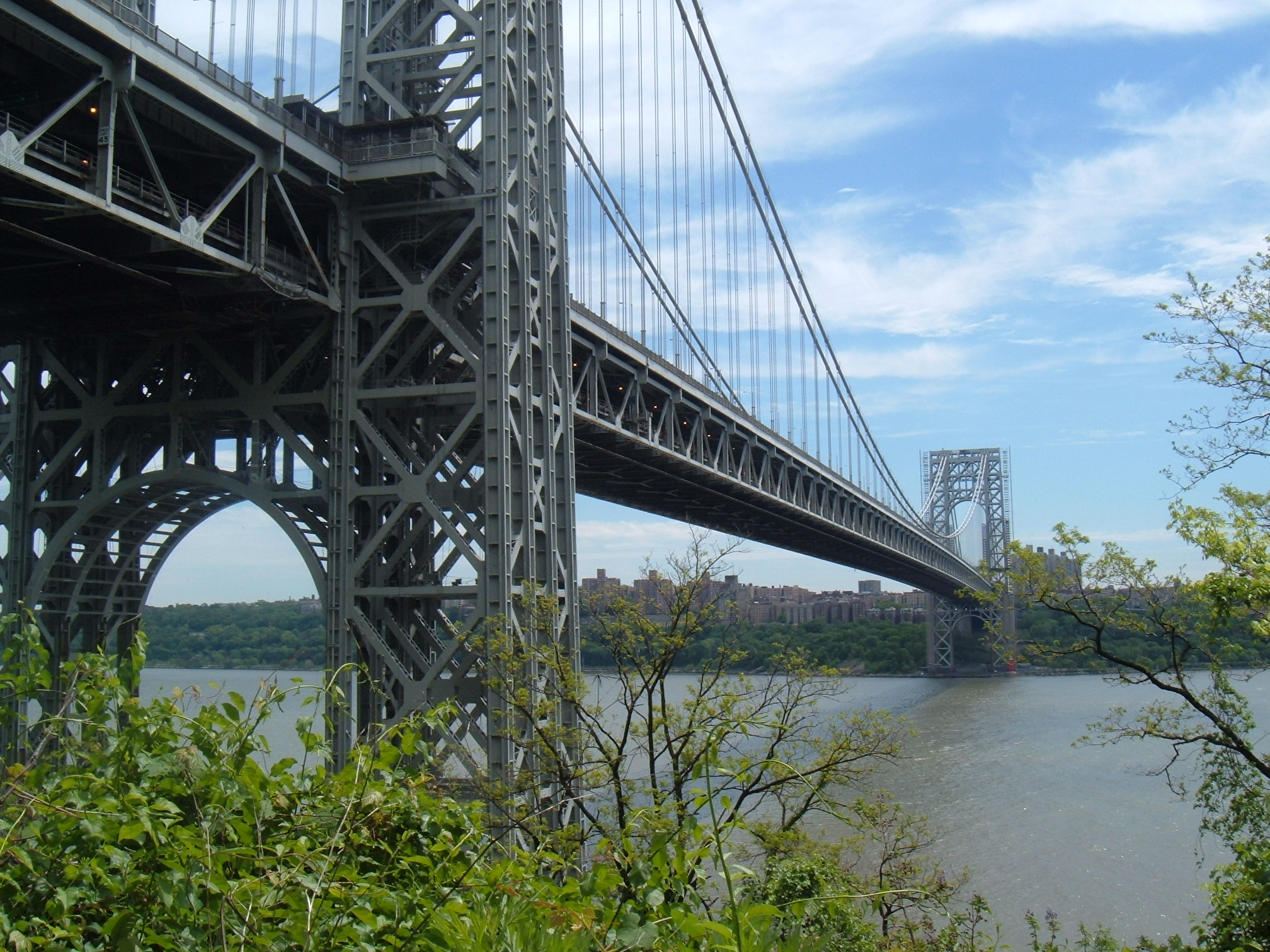
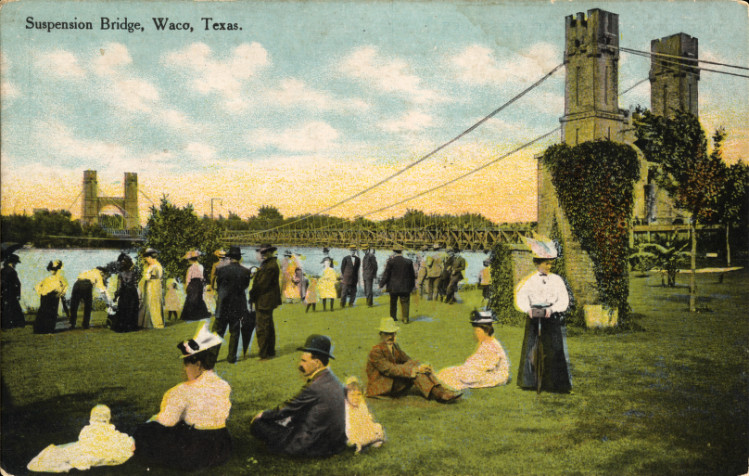

- پرونده:Meshkin Shahr Suspension Bridge.jpg